# كارل والكر
كارل والكر (بالألمانية: Karl Walker) (و. 1904 – 1975 م) هو ناشر، وعالم اقتصاد، من ألمانيا، ولد في ستراسبورغ، توفي في برلين، عن عمر يناهز 71 عاماً.